# Jalesches
Jalesches – miejscowość i gmina we Francji, w regionie Nowa Akwitania, w departamencie Creuse.
Według danych na rok 1990 gminę zamieszkiwało 100 osób, a gęstość zaludnienia wynosiła 12 osób/km² (wśród 747 gmin Limousin Jalesches plasuje się na 508. miejscu pod względem liczby ludności, natomiast pod względem powierzchni na miejscu 591.).